# 京都府道529号大呂下天津線
京都府道529号大呂下天津線（きょうとふどう529ごう おおろしもあまづせん）は、京都府福知山市を通る一般府道である。

## 概要
福知山市字大呂から福知山市字下天津に至る。
由良川の支流沿いの府道である。

### 路線データ
- 起点：福知山市字大呂（京都府道528号下野条上川口停車場線交点）
- 終点：福知山市字下天津（国道175号交点）

## 地理

### 通過する自治体
- 福知山市

### 交差する道路
| 交差する道路                      | 交差する場所 | 交差する場所 |
| --------------------------------- | ------------ | ------------ |
| 京都府道528号下野条上川口停車場線 | 字大呂       | 起点         |
| 国道175号 国道176号 重複          | 字下天津     | 終点         |

### 交差する鉄道
- 京都丹後鉄道宮福線

### 沿線
- 瘤木公民館
- 京都丹後鉄道宮福線 下天津駅